# Villetaneuse
Villetaneuse (franskt uttal: [viltanøz]
 ( lyssna)) är en kommun i departementet Seine-Saint-Denis i regionen Île-de-France i norra Frankrike. Kommunen ligger i kantonen Épinay-sur-Seine som tillhör arrondissementet Saint-Denis. År 2022 hade Villetaneuse 12 432 invånare.

## Befolkningsutveckling
| Befolkningsutvecklingen i Villetaneuse 1968–2021 | Befolkningsutvecklingen i Villetaneuse 1968–2021 | Befolkningsutvecklingen i Villetaneuse 1968–2021 | Befolkningsutvecklingen i Villetaneuse 1968–2021 | Befolkningsutvecklingen i Villetaneuse 1968–2021 |
| ------------------------------------------------ | ------------------------------------------------ | ------------------------------------------------ | ------------------------------------------------ | ------------------------------------------------ |
|                                                  |                                                  |                                                  |                                                  |                                                  |
| År                                               |                                                  |                                                  | Folkmängd                                        |                                                  |
| 1968                                             | 1968                                             |                                                  | 7 405                                            |                                                  |
| 1975                                             | 1975                                             |                                                  | 8 909                                            |                                                  |
| 1982                                             | 1982                                             |                                                  | 10 080                                           |                                                  |
| 1990                                             | 1990                                             |                                                  | 11 177                                           |                                                  |
| 1999                                             | 1999                                             |                                                  | 11 376                                           |                                                  |
| 2007                                             | 2007                                             |                                                  | 12 378                                           |                                                  |
| 2015                                             | 2015                                             |                                                  | 12 658                                           |                                                  |
| 2021                                             | 2021                                             |                                                  | 12 663                                           |                                                  |